# Codenaam
Een codenaam is een woord dat gebruikt wordt om een ander begrip, persoon, groep, project of operatie te verhullen. Vaak worden codenamen gebruikt in militaire operaties of spionage. Tevens komen codenamen voor in computerspellen en worden ze gebruikt in de industrie om geheimen te verbergen voor concurrenten.

## Bekende voorbeelden

### Militair
- Operatie Barbarossa: de invasie van Rusland door nazi-Duitsland
- Operatie Desert Storm
- Operatie Overlord: de geallieerde invasie van Normandië vanaf D-Day
- Operatie Zeeleeuw: de geplande invasie van Groot-Brittannië door nazi-Duitsland
- Manhattan Project

### Spionage
- 007 voor James Bond
- Johnson voor Anthony Blunt
- Hicks voor Guy Burgess
- Homer voor Donald Maclean
- Liszt voor John Cairncross
- Stanley voor Kim Philby

### Computer-industrie
- Longhorn voor Windows Vista
- Yonah voor Intel Core
- Nehemia voor een volgende Intel-processor.
- Lisa voor Linux Mint 12